# Karanganom (Karanganom)
Karanganom is een bestuurslaag in het regentschap Klaten van de provincie Midden-Java, Indonesië. Karanganom telt 2300 inwoners (volkstelling 2010).